# In My Mind: The Prequel
In My Mind: The Prequel – mixtape Pharrella Williamsa i DJ-a Drame, który powstał na bazie oficjalnej płyty (In My Mind). Album ukazał się 6 listopada 2006, znalazło się na nim 22 utwory, a wśród gości pojawili się: Twista, Clipse, Famlay i Ab Liva.

## Lista utworów
1. The Prequel
2. When Skateboard Came
3. Music For the Gangstas (Ft. TI&Young Dro)
4. Fortified
5. This Is the Life (Ft. Famlay)
6. Gangsta Grillz
7. It Was A Great Day
8. Model in the Hood
9. Liquid Swords
10. Sound Boy
11. Paid In Full (Ft. Ab Liva)
12. Come Go With Me (Ft. Clipse)
13. Startrak Movement
14. Famlay - Scrung Out
15. Renagotiations
16. The Message
17. High Rollers
18. Word To The Motherland
19. Prequel Outro
20. Reminisce
21. Lavish (Ft. Twista)
22. Sumil Thakrar (utwór dodatkowy)